# Ursula Hackl
Ursula Hackl (* 8. Juli 1935 in Hannover) ist eine deutsche Althistorikerin.
Sie beendete ihr Studium 1959 in München mit einer Promotion bei Alexander Schenk Graf von Stauffenberg zur oligarchischen Bewegung in Athen. 1979 habilitierte sie sich an der Universität Regensburg. 1981 wurde sie von Jürgen von Ungern-Sternberg an der Universität Basel umhabilitiert. Seitdem arbeitete sie an dieser Universität, zuerst als Privatdozentin, ab 1981 als außerordentliche Professorin. 2001 ging sie in den Ruhestand.
Ihre Arbeitsschwerpunkte sind antike Verfassungsgeschichte sowie Geschichte des Hellenismus und des Späten Vorderen Orients.

## Schriften
- Die oligarchische Bewegung in Athen am Ausgang des 5. Jahrhunderts v. Chr. München 1961 (= Diss. München 1961).
- Senat und Magistratur in Rom von der Mitte des 2. Jahrhunderts v. Chr. bis zur Diktatur Sullas. Lassleben, Kallmünz 1981, ISBN 3-7847-4009-X (= Habil. Regensburg 1979).
- Quellen zur Geschichte der Nabatäer (mit Hanna Jenni und Christoph Schneider). Universitäts-Verlag, Freiburg (Schweiz) 2003, ISBN 3-7278-1410-1.
- Quellen zur Geschichte des Partherreiches. Textsammlung mit Übersetzungen und Kommentaren, hrsg. zusammen mit Bruno Jacobs und Dieter Weber. 3 Bände. Vandenhoeck & Ruprecht, Göttingen 2010, ISBN 978-3-525-53386-4/53387-1/53388-8. Dazu die ausführliche Rezension von Udo Hartmann, in: H-Soz-Kult, 14. März 2011 .